# Striberg
Striberg is een plaats in de gemeente Nora in het landschap Västmanland en de provincie Örebro län in Zweden. De plaats heeft 331 inwoners (2005) en een oppervlakte van 71 hectare.